# Canthidium atramentarium
Canthidium atramentarium är en skalbaggsart som beskrevs av Vladimir Balthasar 1939. Canthidium atramentarium ingår i släktet Canthidium och familjen bladhorningar. Inga underarter finns listade.